# Traugott Glöckler
Traugott Glöckler (* 12. Januar 1944 in Gochsheim, Kraichtal) ist ein ehemaliger deutscher Kugelstoßer.
Bei der Universiade 1967 gewann er Silber.
1968 wurde er Vierter bei den Europäischen Hallenspielen in Madrid und Zwölfter bei den Olympischen Spielen in Mexiko-Stadt. Bei den Europäischen Hallenspielen 1969 in Belgrad wurde er erneut Vierter.
1972 kam er bei den Olympischen Spielen in München auf den 18. Platz.
Seine persönliche Bestleistung von 19,96 m stellte er am 24. August 1969 in Nieder-Olm auf.
Traugott Glöckler startete für den USC Heidelberg.